# معركة دولار
معركة دولار هي معركه قامت عام (875) في منطقة دولار، شمال اسكتلندا، كانت بين الغزاة الفايكنج بقيادة هالفدان راجنارسون و الطرف المدافع بقيادة الملك قسطنطين الأول، كان الفايكنج في ذالك الوقت جزءًا من الجيش الوثني العظيم الذي كان يهاجم ممالك الإنجلوسكسونيون في إنجلترا قبل أن يذهب إلى قاعدة ثابته بجوار نهر التاين لمداهمة أراضي شعب البيكتيين ومملكة ستراثكلايد البريطانيه.

انتهت المعركة بانتصار الفايكنج، بحيث أنهم احتلوا الأراضي في شرق ووسط اسكتلندا لمدة عام كامل قبل أن يستقروا في نورثمبريا. أُجبر القسطنطين على العودة إلى أراضي أثول ومات بعد ذلك في معركة أخرى مع الفايكنج عام 876.

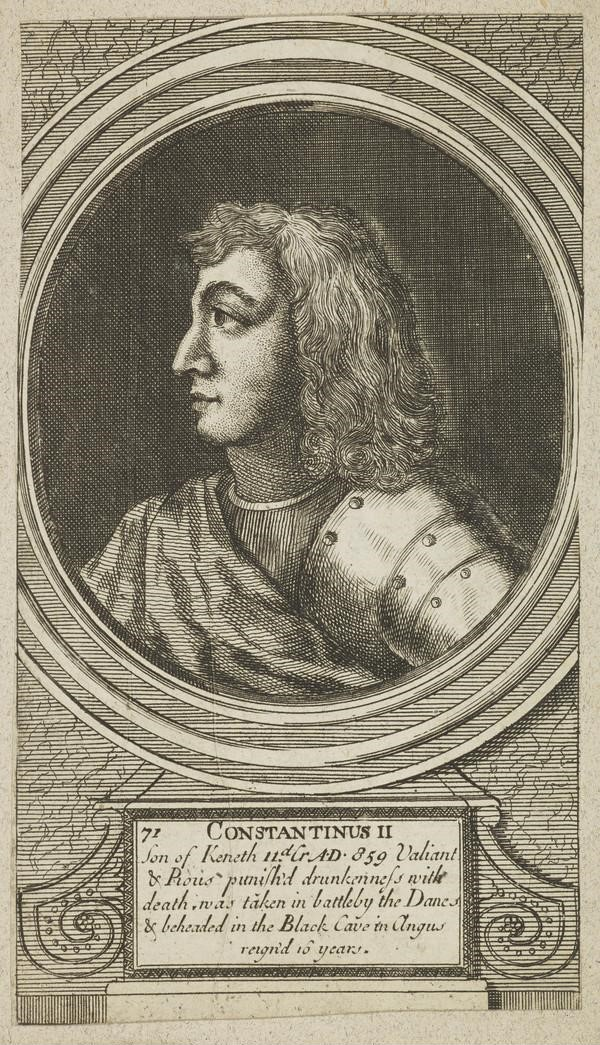
نقش قسطنطين الأول

## خلفية
استهدف الفايكنج في بادئهم اسكتلندا، تحديداً مجتمع جزيرة إيونا الذين تعرضو للهجوم أربع مرات بين أعوام 795 و825  شجع هذا التهديد اتحاد البيكتس والاسكتلنديين للرد على الفايكنج حيث أصبح كينيث ماك ألبين أول ملك يحكم الشعبين منذ عام 843.

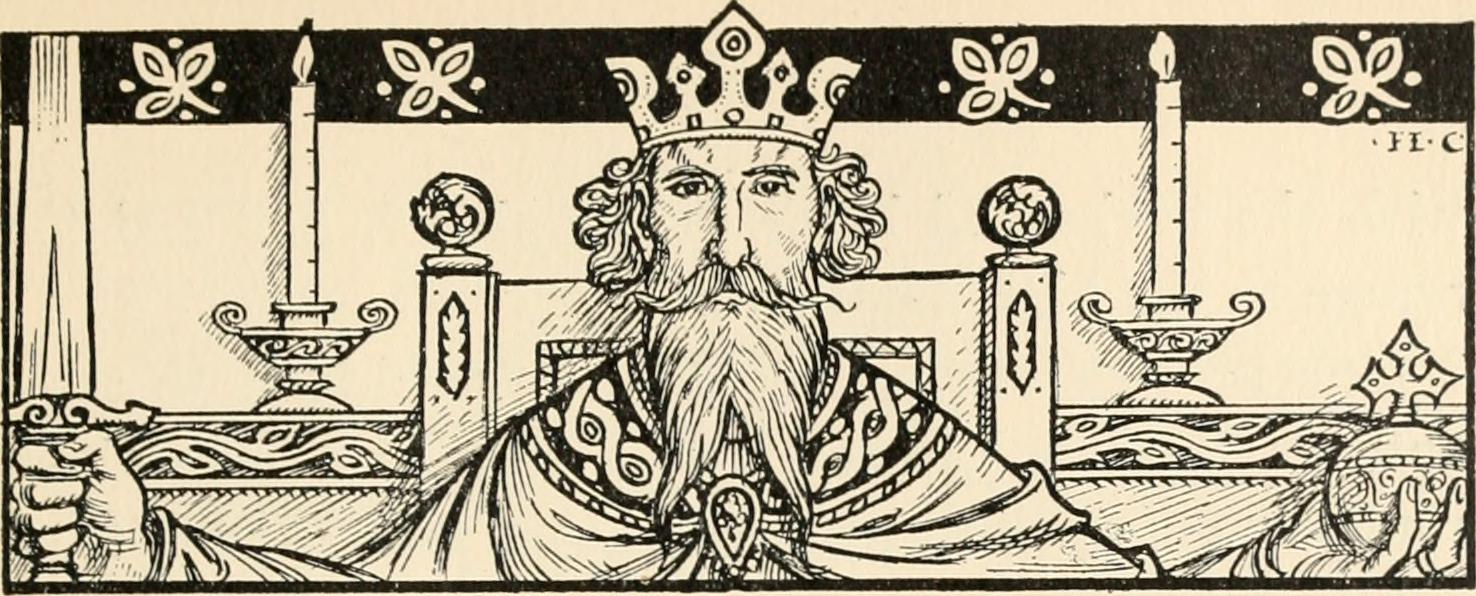
صورة هالفدان راجنارسون

غزا الجيش الوثني مملكة إنجلترا عام 865 وكان من بين قادتهم هالفدان راجنارسون، واستولى على مملكة يورك سنة 867.بعد غزو الممالك الأنجلوسكسونية الأخرى انقسم الجيش عام 874 وأخذ هالفدان قواته إلى نهر تاين حيث أغار على البيكتس ومملكة ستراثكلايد.

## أنظر أيضاً
- فايكنج
- الجيش الوثني العظيم